# Nicolaes Couckebacker
Nicolaes Coeckebacker o Couckebacker o Koekebakker (fl. XVII secolo) è stato un imprenditore e armatore olandese, a capo del trading post della Compagnia olandese delle Indie orientali di Hirado, in Giappone, dal 1633 al 1635 e poi nuovamente dal 1637 al 1639.
Coeckebacker prese parte all'assedio del castello di Hara, durante la Rivolta di Shimabara, su richiesta del comandante in capo dell'esercito dello shogunato Nobutsuna Matsudaira, che chiese agli alleati olandesi di aiutarli a sconfiggere i ribelli cattolici, guidati dal rōnin Amakusa Shirō.
Coeckebacker fornì polvere da sparo e cannoni e poi tre dei suoi vascelli, con cui hanno bombardato gli insorti per una quindicina di giorni nella loro roccaforte, il castello di Hara. Lo stesso Coeckebacker comanderà uno di questi vascelli il De Ryp. Il 12 marzo 1638, Matsudaira gli chiese però di ritirarsi e lo ringraziò per il suo aiuto. La partecipazione di Coeckebacker all'assedio su Shimabara, non era particolarmente gradita dai vari daimyō che facevano parte dell'esercito dello Shogun, inoltre anche gli olandesi non erano soddisfatti dai loro alleati che si stavano dimostrando disorganizzati e stavano attuato una strategia inefficace.
Nel 1640, tentò, senza successo, di negoziare un accordo commerciale con i signori di Trinh, dei governanti del Vietnam. Dopo il suo ritorno nei Paesi Bassi, Coeckebacker si sposò e divenne scabino nella sua città natale Delft.